# Felber (motoryzacja)
Felber – szwajcarskie przedsiębiorstwo branży motoryzacyjnej, założone przez W. H. Felbera.
Firma ta posiadała koncesję na marki luksusowych samochodów − Rolls-Royce, Bentley, Ferrari i Lotus. Pod koniec lat 70. i na początku lat 80. XX wieku zajmowała się ich przemodelowywaniem. Felber szczególnie upodobał sobie samochody Lancia, montował nowe okratowanie chłodnicy, i profilował boki, próbując nadawać im bardziej arystokratyczny wygląd.